# Stazione di Omegna
La stazione di Omegna è una stazione ferroviaria della linea Domodossola-Novara al servizio dell'omonimo comune.

## Storia
La stazione venne attivata il 30 aprile 1887, con l'attivazione della tratta Orta-Gravellona Toce, prosecuzione della ferrovia proveniente da Novara con già il progetto di una prosecuzione verso Domodossola, entrata in esercizio l'anno successivo.

## Strutture e impianti
La stazione è dotata di 3 binari passanti. Sul secondo binario, di corretto tracciato, avvengono il maggior numero di transiti e fermate, mentre il primo e il terzo, a tracciato deviato, sono utilizzati principalmente in caso d'incroci o precedenze: questi ultimi due sono entrambi dotati di deviatoi percorribili a 60 km/h. Sono presenti due banchine: una, propinqua al FV, è posta a servizio del binario 1, l'altra è ad isola, a servizio dei binari 2 e 3; le due sono collegate mediante un attraversamento a raso in asfalto. L'impianto, essendo impresenziato, è telecomandato a distanza con il sistema CTC, mediante il Dirigente Centrale Operativo con sede a Torino Lingotto.
La stazione dispone di un fabbricato viaggiatori di medie dimensioni che si compone su due piani. Esso presenta una pianta rettangolare cui sono addossati, al piano terreno sui lati più corti, due ulteriori estensioni che fungono da balconi per il primo piano. Sugli stipiti in sasso delle porte lato binari sono ancora riportati con lettere in ferro le funzioni originarie dei locali posti al piano terreno. Erano ivi presenti: il dirigente movimento, due sale d'attesa, di prima e seconda classe, un magazzino per il ricevimento e la spedizione di piccole merci e un ristoro. Al 2020, a seguito dell'impresenziamento della stazione da parte del personale ferroviario, la gran parte di questi risulta riconvertita ad altro scopo. Risulta ancora presente il bar, dotato di servizi igienici, mentre gli altri locali sono stati concessi da RFI in comodato d'uso ad una sezione locale dell'ANPI e ad uno sportello d'ascolto. Il primo, invece, che ospitò un appartamento indipendente per il capostazione, risulta al 2020 adibito ad abitazione privata. La parete lato binari risulta parzialmente coperta da una tettoia in ferro al di sotto della quale sono posti una biglietteria automatica, alcune panchine per l'attesa, un monitor LED per l'indicazione delle partenze, un pannello informativo per l'utenza e un orologio. Due ulteriori pannelli informativi sono presenti su una parete laterale del FV, presso l'ingresso alla banchina del primo binario.
Lato Novara è presente uno scalo merci costituito da un fabbricato dotato di un piano caricatore e di sei binari a servizio. Constatato che l'area risultava, all'inizio degli anni 2010, in stato di abbandono visto il suo inutilizzo, si è optato per l'interramento e la successiva asfaltattura di parte dello scalo con la copertura di tre dei sei binari. Tale porzione risulta al 2017 riconvertita a parcheggio per i pendolari mentre parte dell'area verde propinqua alla banchina del binario 1 è stata recintata e riutilizzata come area sgambamento cani, dotata di una fontanella. Il fabbricato merci risulta al 2020 in stato di abbandono mentre su uno dei tre tronchini rimasti è stata costruita una rimessa per il ricovero dei mezzi di manutenzione della linea.

## Movimento
La stazione è servita dai treni regionali svolti da Trenitalia nell'ambito del contratto di servizio stipulato con Regione Piemonte. Tutti i treni passeggeri che percorrono la linea effettuano fermata presso la stazione, per un totale di diciotto nei giorni feriali ridotti invece a dieci nei festivi.

## Servizi
La stazione, classificata da RFI in categoria bronze, dispone dei seguenti servizi:
- Bar
- Biglietteria automatica
- Servizi igienici

## Interscambi
La stazione permette i seguenti interscambi:
- Fermata autobus